# Osorno la Mayor
Osorno la Mayor è un comune spagnolo di 1 689 abitanti situato nella comunità autonoma di Castiglia e León.